# 美原县
美原县，中国古县名。
唐朝咸亨二年（671年），析富平、华原、蒲城三县置，治所在今陕西省富平县东北美原镇。初属宜州，后属雍州京兆府。天祐三年（906年）为鼎州治。五代后梁为裕州治。元朝至元元年（1264年），废入富平县。